# 枣庄号导弹护卫舰
“枣庄”号导弹护卫舰（舷号542）简称“枣庄”舰，是中国人民解放军海军054A型导弹护卫舰30号舰。该舰可单独或者协同海军其他兵力攻击敌水面舰艇及潜艇，具有较强的远程警戒和防空作战能力。枣庄舰以山東省棗莊市命名。该舰于2015年12月22日由黃埔文沖造船廠开工建造，2018年6月30日下水，其入列命名授旗仪式于2019年2月22日在遼寧省大連市旅順港举行，服役于北部戰區海軍驱逐舰第十支队。